# Засіб заборони доступу

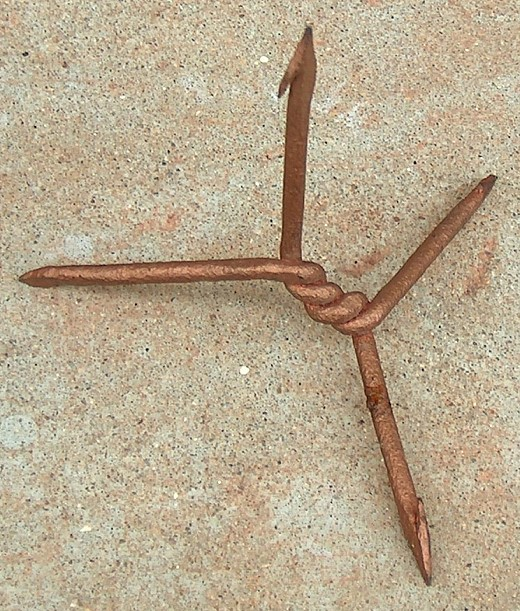
Часник що використовувався під час війни у В'єтнамі

Засіб заборони доступу — це пристрій (пристрої) або заходи, спрямовані на запобігання зайняття чи перетину противником певної території/акваторії або ділянки повітряного простору. Відповідні пристрої чи заходи не обов'язково повинні повністю запобігати проникненню противника на певну територію. Достатньо щоб вони серйозно обмежили його свободу дій, сповільнили його рух або створили для нього загрозу. Деякі види засобів заборони доступу, такі як протипіхотні міни, створюють довготривалу загрозу для кожного, хто входить на територію, де їх застосовано, зокрема для цивільних осіб, тому їх використання є досить контроверзним питанням.   
Територія забороненого доступу може бути створена шляхом застосування зброї масового ураження, зокрема хімічної, акустичної, електромагнітної.
Військові стратегії, які засновується на використанні засобів заборони позначаються терміном Anti Access/Area Denial (Заборона доступу/закриття території, скорочено A2/AD). Популярність цього терміна пов'язана з планами таких країн як Китай, Росія, Північна Корея та Іран щодо використання ракетної зброї для протидії сучасним озброєнням США, насамперед її авіації та флоту .

## Дивись також
- Тактика спаленої землі
- Заборона доступу на морі